# Passi (stad)
Passi is een stad in de Filipijnse provincie Iloilo op het eiland Panay. Bij de laatste census in 2010 telde de stad bijna 80 duizend inwoners.

## Geografie

### Bestuurlijke indeling
Passi is onderverdeeld in de volgende 51 barangays:
| - Agdahon - Agdayao - Aglalana - Agtabo - Agtambo - Alimono - Arac - Ayuyan - Bacuranan - Bagacay - Batu - Bayan - Bitaogan - Buenavista - Buyo - Cabunga - Cadilang | - Cairohan - Dalicanan - Gemat-y - Gemumua-agahon - Gegachac - Gines Viejo - Imbang Grande - Jaguimitan - Libo-o - Maasin - Magdungao - Malag-it Grande - Malag-it Pequeño - Mambiranan Grande - Mambiranan Pequeño - Man-it - Mantulang | - Mulapula - Nueva Union - Pangi - Pagaypay - Poblacion Ilawod - Poblacion Ilaya - Punong - Quinagaringan Grande - Quinagaringan Pequeño - Sablogon - Salngan - Santo Tomas - Sarapan - Tagubong - Talongonan - Tubod - Tuburan |

## Demografie
Passi had bij de census van 2010 een inwoneraantal van 79.663 mensen. Dit waren 3.618 mensen (4,8%) meer dan bij de vorige census van 2007. Ten opzichte van de census van 2000 was het aantal inwoners gegroeid met 10.062 mensen (14,5%). De gemiddelde jaarlijkse groei in die periode kwam daarmee uit op 1,36%, hetgeen lager was dan het landelijk jaarlijks gemiddelde over deze periode (1,90%).
De bevolkingsdichtheid van Passi was ten tijde van de laatste census, met 79.663 inwoners op 251,39 km², 316,9 mensen per km².
Ajuy · Alimodian · Anilao · Badiangan · Balasan · Banate · Barotac Nuevo · Barotac Viejo · Batad · Bingawan · Cabatuan · Calinog · Carles · Concepcion · Dingle · Dueñas · Dumangas · Estancia · Guimbal · Igbaras · Iloilo City · Janiuay · Lambunao · Leganes · Lemery · Leon · Maasin · Miagao · Mina · New Lucena · Oton · Passi · Pavia · Pototan · San Dionisio · San Enrique · San Joaquin · San Miguel · San Rafael · Santa Barbara · Sara · Tigbauan · Tubungan · Zarraga